# Hercé
Hercé – miejscowość i gmina we Francji, w regionie Kraj Loary, w departamencie Mayenne.
Według danych na rok 1990 gminę zamieszkiwało 328 osób, a gęstość zaludnienia wynosiła 32 osób/km² (wśród 1504 gmin Kraju Loary Hercé plasuje się na 965. miejscu pod względem liczby ludności, natomiast pod względem powierzchni na miejscu 998.).